# Narukvica
Narukvica je ukras koji se nosi na   zglobu desne ili lijeve ruke. Može imati i sekundarnu funkciju poput primjerice narukvice sata. 
Po konstrukciji možemo narukvice podijeliti na jednodijelne i višedjelne, s kopčom ili bez nje. Može biti izrađena od najrazličitijih materijala, no najčešće se radi o metalu, plastici, koži ili prirodnoj odnosno umjetnoj tkanini. Osnovna konstrukcija može na sebi nositi i dijelove od stakla, keramike, drveta, bisera, koralja, dragog ili poludragog te ukrasnog kamenja, ili nekog drugog materijala.

## Vanjske poveznice
- Metropolitan jewelry,katalog zbirke nakita Metropolitan muzeja u New Yorku,sadrži i članak o narukvicama